# 彭永林
彭永林（1961年1月—），男，山东掖县人，生于吉林舒兰，中华人民共和国政治人物。东北师范大学理学博士，第十二届全国人民代表大会吉林地区代表。

## 生平
毕业于东北师范大学城市与环境科学学院环境科学专业。1984年6月加入中国共产党。1984年7月参加工作。2012年12月彭永林当选白山市人民政府市长 。2013年，被选为第十二届全国人大代表。2015年4月，任吉林省工业和信息化厅党组书记、厅长；2016年2月，任吉林省人民政府副秘书长。2017年9月，兼任省人民政府办公厅主任、党组书记。2018年2月，任吉林省人民政府秘书长、省人民政府办公厅主任、党组书记。2019年1月，被补选为吉林省人大常委会副主任。2023年1月，换届不再担任吉林省人大常委会副主任。